# 立町 (横浜市)
立町（たてまち）は、神奈川県横浜市神奈川区の町名。丁目のない単独町名である。住居表示未実施区域。

## 地理
神奈川県横浜市神奈川区南部に位置する。北から東にかけて浦島丘、南東の線路上の一点で亀住町、南で東神奈川、南西で富家町、西で鳥越、北西の道路上の一点で白幡西町、北西で白幡南町と隣接する。JR東海道本線及び国道1号（第二京浜）の北側にあたる市街地である。

## 歴史
1927年（昭和2年）、神奈川町の横浜市への編入により横浜市神奈川区神奈川町に字立町が置かれた。1932年（昭和7年）1月1日、神奈川町字立町および稲荷町の一部から町として立町が新設された。1978年（昭和53年）9月10日、西神奈川地区の土地区画整理事業に伴い、一部を富家町・鳥越にそれぞれ編入。

### 地名の由来
町名は字名から採用され、「タテ」は「低地にのぞんだ丘陵の端」の意味と考えられている。

## 世帯数と人口
2025年（令和7年）6月30日現在（横浜市発表）の世帯数と人口は以下の通りである。
| 町丁 | 世帯数  | 人口  |
| ---- | ------- | ----- |
| 立町 | 411世帯 | 818人 |

### 人口の変遷
国勢調査による人口の推移。
| 年                 | 人口 |
| ------------------ | ---- |
| 1995年（平成7年）  | 584  |
| 2000年（平成12年） | 605  |
| 2005年（平成17年） | 746  |
| 2010年（平成22年） | 750  |
| 2015年（平成27年） | 775  |
| 2020年（令和2年）  | 855  |

### 世帯数の変遷
国勢調査による世帯数の推移。
| 年                 | 世帯数 |
| ------------------ | ------ |
| 1995年（平成7年）  | 230    |
| 2000年（平成12年） | 258    |
| 2005年（平成17年） | 330    |
| 2010年（平成22年） | 340    |
| 2015年（平成27年） | 363    |
| 2020年（令和2年）  | 402    |

## 学区
市立小・中学校に通う場合、学区は以下の通りとなる（2024年11月時点）。
| 番地 | 小学校             | 中学校               |
| ---- | ------------------ | -------------------- |
| 全域 | 横浜市立浦島小学校 | 横浜市立浦島丘中学校 |

## 事業所
2021年（令和3年）現在の経済センサス調査による事業所数と従業員数は以下の通りである。
| 町丁 | 事業所数 | 従業員数 |
| ---- | -------- | -------- |
| 立町 | 34事業所 | 268人    |

### 事業者数の変遷
経済センサスによる事業所数の推移。
| 年                 | 事業者数 |
| ------------------ | -------- |
| 2016年（平成28年） | 28       |
| 2021年（令和3年）  | 34       |

### 従業員数の変遷
経済センサスによる従業員数の推移。
| 年                 | 従業員数 |
| ------------------ | -------- |
| 2016年（平成28年） | 245      |
| 2021年（令和3年）  | 268      |

## 交通

### 鉄道
JR東日本東海道本線が南辺を通るが駅は設置されていない。最寄駅はJR東神奈川駅、東急東横線東白楽駅または京急本線神奈川新町駅になる。

### バス
- 横浜市営バス - 立町停留所が国道1号・立町交差点付近に置かれている。

### 道路
国道1号（第二京浜）が町域南辺を通り、立町交差点で横浜市中心部方面と三ツ沢上町交差点・保土ヶ谷バイパス・横浜新道方面へ分岐する。

## 施設
- 横浜市立神奈川図書館
- 立町会館
- 神奈川区福祉活動ホーム
- アップル横浜店
- 株式会社礒企画

## その他

### 日本郵便
- 郵便番号 : 221-0063[3]（集配局：神奈川郵便局[19]）

### 警察
町内の警察の管轄区域は以下の通りである。
| 番・番地等 | 警察署       | 交番・駐在所 |
| ---------- | ------------ | ------------ |
| 全域       | 神奈川警察署 | 浦島丘交番   |